# Buster Crabbe
Buster Crabbe (nascido Clarence Linden Crabbe II; Oakland, 7 de fevereiro de 1908 — Scottsdale, 23 de abril de 1983) foi um nadador olímpico e ator de filme e televisão norte-americano.

## Biografia
Foi um dos maiores ídolos da natação norte-americana, medalha de ouro dos 400 metros nado livre nas Olimpíadas de Los Angeles em 1932.
Ele também acumulou 16 recordes mundiais e 35 recordes em competições nos Estados Unidos da América. Como Johnny Weissmuller, foi através do esporte e da natação que ele chegou ao cinema, contratado pela Paramount em 1933 para viver Tarzan na fita Tarzan, o Destemido (Tarzan the Fearless).
O grande sucesso veio logo depois ao estrelar o seriado "Flash Gordon" e mais tarde o explorador Buck Rogers, ambos pela Universal Pictures.

Ao abandonar o cinema se tornou um empresário bem sucedido e escreveu um livro sobre saúde corporal, destinado a atletas. Em 1979, participou do segundo episódio da série de televisão Buck Rogers in the 25th Century, onde interpretou o "Brigadeiro Gordon".